# 포강
포강(이탈리아어: Fiume Po, 라틴어: Padus, 영어: river Po, 문화어: 뽀 강)은 이탈리아 북부를 흐르는 강이다. 길이 652 km, 유역 면적 71,000 km2로 이탈리아에서 가장 긴 강이다.

## 지질
포강 유역에는 이탈리아의 최대 곡창 지대인 롬바르디아 평야가 자리잡고 있으며, 총연장의 6분의 5에 해당하는 구역에 배가 드나들 수 있다. 지질학적으로 이탈리아 북부 평원은 그 전체가 아드리아해의 일부였으며, 알프스의 계곡들은 스칸디나비아의 피오르처럼 좁은 만이었다. 알프스의 방하가 녹으면서 마조레호, 코모호, 가르다호와 같은 이탈리아의 북부의 호수들이 생겨났으며 이들은 포강의 급수지 역할을 한다.

## 도시
포강 유역은 봄이 되면 강이 범람하기 때문에 이곳의 주민들은 강으로부터 일정한 거리를 유지해서 도시를 건설하였다. 밀라노는 포강과 알프스산맥 사이 한가운데에 위치하고 있으며, 베로나는 알프스산맥의 발치에 위치해있다.  파도바, 모데나, 페라라, 볼로냐도 포강에서 안전한 거리를 유지하고 있다. 토리노만이 포강과 직접 면하고 있는데, 포강의 상류에 위치하여 범람의 위험이 없기 때문이다. 하류 지역에 위치한 베네치아와 라벤나도 포강에 직접 면하고 있지 않다.

## 농업
포강 유역은 벼 농사에 이상적인 지역이다. 1468년 피사의 한 상인이 처음 벼를 들여 왔다고 하며 밀라노 공작 갈레아초 마리아 스포르차가 한 주머니의 쌀로 열두 주머니의 쌀을 생산할 수 있다고 주장한 기록이 남아있다. 이후 계단식 논은 포강에서 흔히 볼 수 있는 풍경이 되었으며, 쌀은 이탈리아 음식인 리조토의 재료가 되었다. 옥수수, 대마, 비트 같은 작물도 재배되고 있으며, 강수량이 적음에도 불구하고 이탈리아의 가장 비옥한 지역이 되었다.

## 같이 보기
- 벨라 차오